# Miệng núi lửa

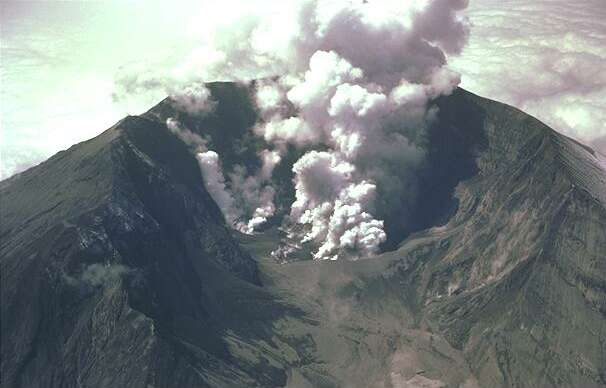
Miệng núi lửa của núi lửa St. Helens (năm 1980)

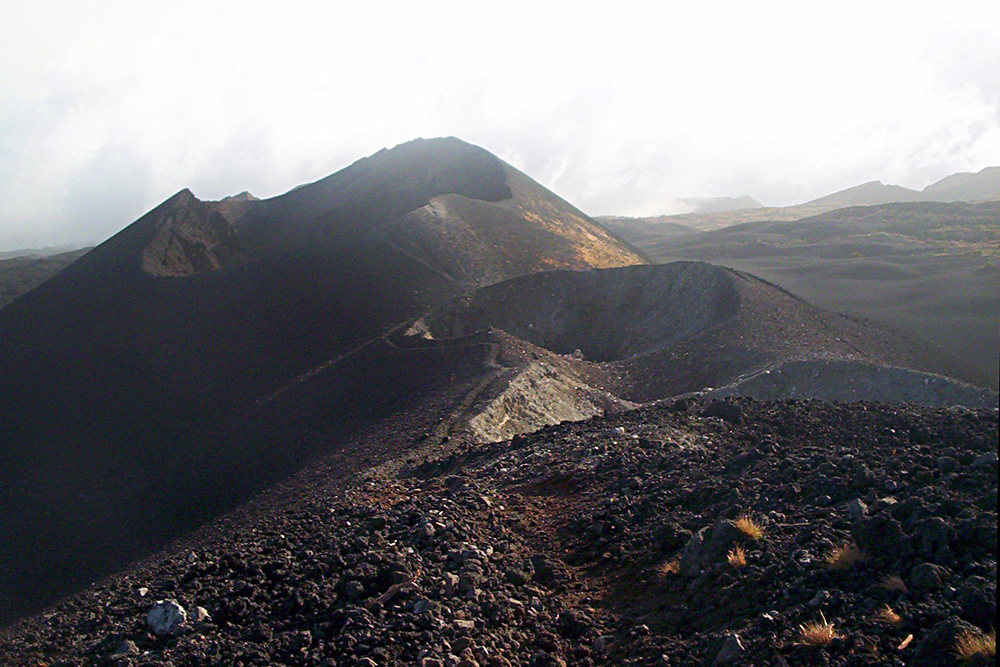
Miệng núi lửa của núi lửa Cameroon phun bắn ra vào năm 2000.

Miệng núi lửa (chữ Anh: crater) là chỉ cái hố hình vành khăn ở trên mặt đất mà do vật chất của núi lửa phun ra tích tụ và chất đống ở chung quanh miệng phun ra của chúng nó mà hình thành. Phần trên thì lớn phần dưới thì nhỏ, hay biến ra thành hình dạng cái phễu hoặc hình dạng cái chén, thông thường ở vào điểm đỉnh của nón núi lửa (miệng núi lửa không có nón thì ở vào mặt đất, gọi là miệng núi lửa âm). Độ nông sâu của miệng núi lửa không bằng nhau, thông thường không vượt quá 200 hoặc 300 mét, đường kính thông thường khoảng chừng ở trong khoảng một kilômét; đường kính của phần đáy thì ngắn, thường chỉ khoảng chừng lớn hơn ống núi lửa bên dưới.

## Miêu tả giản lược

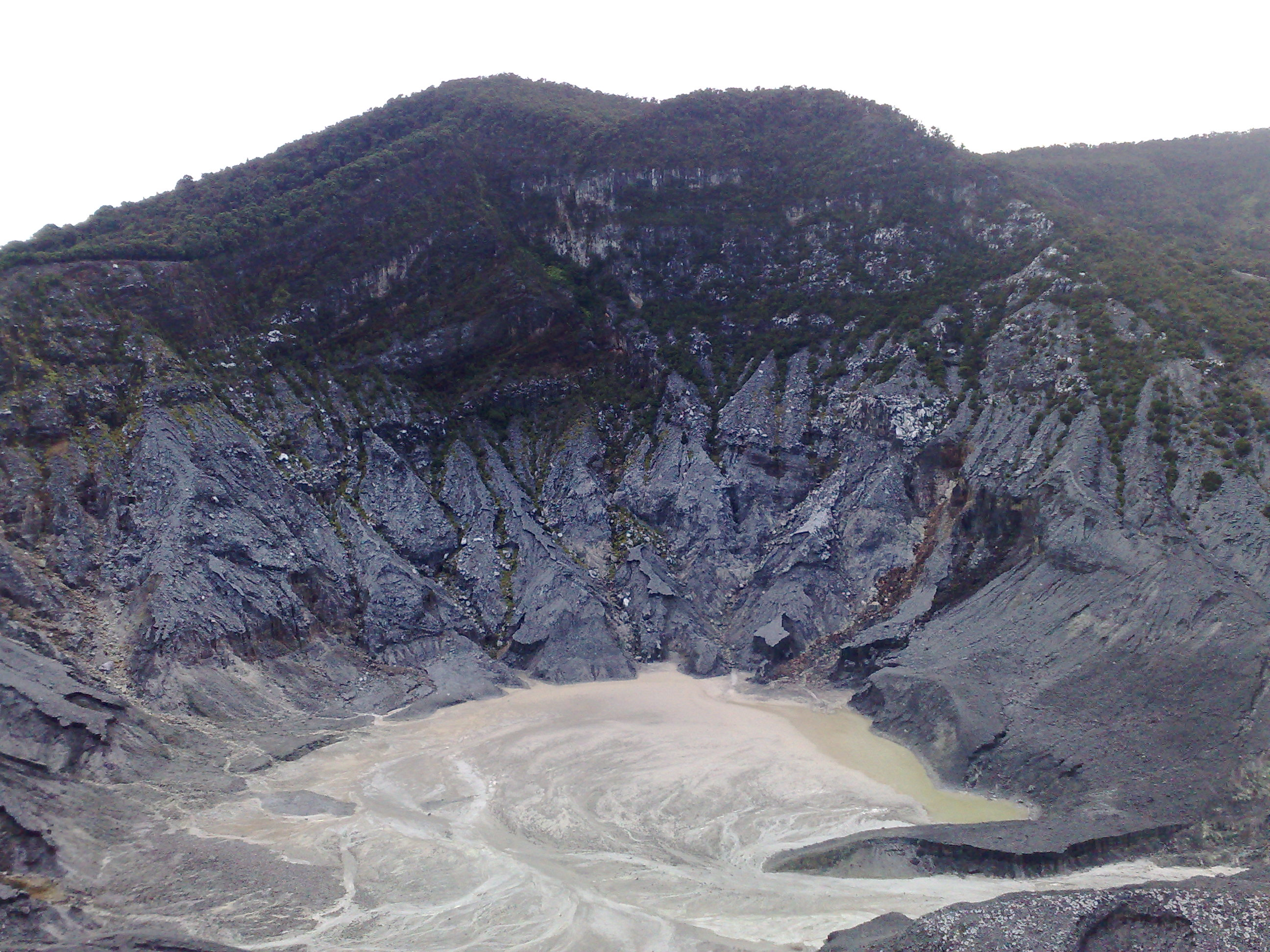
Miệng núi lửa của núi lửa Tangkuban Parahu ở thành phố Bandung, nước Indonesia.

Miệng núi lửa là miệng mở ra mà khi núi lửa hoạt động vật chất nhiệt độ cao dưới đất phun đến bề mặt đất. Miệng núi lửa thông thường ở vào phần đỉnh nón núi lửa hoặc mặt bên, sau khi sự phun ra của núi lửa không tiến hành nữa do vì dung nham bên trong đường thông suốt dưới đất gặp lạnh rồi ngưng kết và rút lại, miệng núi lửa hình thành khu vực lõm lún hình vành khăn, bên trong miệng có bức vách dốc gần như thẳng đứng, ở trên mặt phẳng thường hiện ra hình bầu dục hoặc hình tròn, đường kính không bằng nhau từ vài chục mét đến vài chục kilômét.
Miệng núi lửa không có hoạt động phun ra, thường hình thành hồ chằm dựa vào tích trữ nước mưa hoặc nước tuyết tan; sau khi trải qua lắng đọng tích tụ trong lịch sử vào khoảng thời gian dài, miệng núi lửa cũng có thể hình thành địa hình bồn địa.
Nó thông thường ở nơi điểm đỉnh của núi lửa, là một chỗ trũng tròn, hình trạng như cái chén, ý nghĩa của nó trong chữ Hi Lạp chính là cái chén. Tuy nhiên dùng cái phễu để hình dung nó có lẽ thích hợp thêm một ít. "Cái phễu" này có một đường thông suốt rất dài nối liền nhau với mắc-ma dưới đất, lúc núi lửa phun ra, mắc-ma thuận lợi từ chỗ này vọt lên bắn ra ngoài.

## Hình thành
Hình dạng của miệng núi lửa hoàn toàn không phải là ở giai đoạn khởi đầu mà chính là ngày nay. Núi lửa Parícutin ở nước Mêxicô lúc vừa mới bắt đầu hoạt động, nhiều người tận mắt đã nhìn thấy dưới đất chỉ có vết nứt tách giãn rộng mấy xăngtimét đang bốc khói, lúc đó chỗ này không có gì gọi là núi, là một bãi đất canh tác bằng phẳng. Tuy nhiên sau 3 giờ đồng hồ vết nứt tách giãn thì tăng thêm bề rộng đến 9 mét, phun ra từ từ rồi mãnh liệt. Sau đó, vật chất vụn nhỏ và dung nham do phun trào ra thì tích tụ và chất đống lên liên miên không dứt ở chung quanh của miệng phun ra của núi lửa, càng chồng càng cao, thì mới thành là đỉnh núi có hình nón, đã đạt đến cao mấy trăm mét, nhưng mà miệng núi lửa cũng rất cao ở vào điểm đỉnh của núi lửa.
Tuy nhiên núi lửa hoạt động hoàn toàn không bình thường, độ cao mà nơi nó tích tụ và chất đống thì cũng có phạm vi quy định. Sau khi nó tạm thôi hoạt động, miệng núi lửa vẫn sẽ dựa vào các tác dụng như sự xối trút bào mòn của nước mưa nên bị phá hoại. Mắc-ma dưới đất nếu như gặp lạnh rồi ngưng kết, thể tích phát sinh rút lại, hơn nữa sẽ khiến cho tầng đá của mặt trên dựa vào sự rỗng không của mặt dưới mà sản sinh vết nứt tách giãn, khắp chung quanh của miệng núi lửa men theo vết nứt tách giãn mà sập lún, được mở rộng rất to.
Có lúc núi lửa phun ra lại một lần nữa, bởi vì dung nham dưới đất dính đọng, vào lúc năng lượng được tích trữ rất lớn thì mới lấy hình thức bạo phát để mà vọt lên ra ngoài, lúc này thường thường sẽ đem nón nủi lửa nguyên lúc đầu phá nổ và giảm sút thành một khoảnh lớn, thậm chí toàn bộ phá nổ và giảm sút, chỉ chừa lại một cái hố lớn ở trên đất bằng, rất nhiều lúc thì phun ra lại lần nữa ở bên trong cái hố này hoặc cạnh ven của cái hố hình thành nón núi lửa và miệng núi lửa mới.
Miệng núi lửa mà ở vào phía trên đất bằng cũng hoàn toàn không phải tất cả do sự bạo phát lại lần nữa hình thành, miệng núi lửa nhìn lên không thể sai lầm là cái hố trên đất bằng, trong đó thường thường chứa trữ nước trở nên thành cái hồ.

## Trữ nước thành hồ
Không chỉ miệng núi lửa ở vào đất bằng có thể chứa trữ nước thành hồ, mà miệng núi lửa ở vào đỉnh núi cũng có thể trữ chứa nước thành hồ, hồ Thiên Trì trên núi Bạch Đầu - đỉnh núi chính của núi Trường Bạch chính là một cái trong số những loại hồ này, nó nương tựa vào tuyết và mưa từ trên trời giáng xuống để mà duy trì bên trong hồ có nước. Lại còn có một ít miệng núi lửa trong hồ của nó có nước tách rời ra khỏi từ trong mắc-ma, chứa nhiều khoáng vật, do đó có thể lộ ra nhiều loại màu sắc.
Trên đỉnh núi lửa Kelimutu ở đảo Flores của nước Indonesia có 3 hồ mà màu nước không giống nhau, chính là nguyên cớ này, chúng nó đều là miệng phun ra của núi lửa, tuy nhiên núi lửa không có bạo phát, nhưng mà cái lỗ phun khí dưới đáy của hai cái hồ trong chúng vẫn đang phun ra chất khí của núi lửa, vật chất được phun ra trong một cái chứa lưu huỳnh khá nhiều, khiến cho nước trong hồ hiện ra màu lục; một cái chứa nhiều sắt, nước trong hồ dễ dàng đã biến thành màu nâu đỏ; một cái khác là nước trong, hiện ra bên ngoài là màu lam.
Việc đi đến bên trong miệng núi lửa ở trạng thái tĩnh lặng, là không có nguy hiểm gì, thông thường vẫn có rất nhiều người đi hồ Thiên Trì du lịch thăm viếng, vẫn có nhà nghệ thuật vẽ vật thật, chụp hình, đều bình an vô sự.
Tuy nhiên có một ít hồ miệng núi lửa nhìn lên thì tĩnh lặng bình thường, nhưng đang ẩn núp nguy cơ. Hồ Nyos trên cao nguyên Cameroon chính là một cái trong loại hình này, nước hồ trong suốt, vào khoảng thời gian dài không có khác biệt so với hơn 30 cái hồ chằm khác trên cao nguyên. Tuy nhiên vào tối đêm ngày 21 tháng 8 năm 1986, trong hồ sinh ra âm thanh đồng dạng sấm rền, và lại cùng lúc đã cất lên cao một luồng cột khí cực kì to lớn và tập hợp về khe núi ở nơi thấp, khí mù lan rất mau thì đã bao trùm thôn xóm bên trong khe núi, độ dày che đậy đạt đến tối đa 50 mét. Hoá ra đây là sự tập hợp trong khoảng thời gian dài ở dưới đáy của nước hồ, lấy lưu huỳnh dioxide là chất khí có độc chủ yếu có khả năng truyền đến người dẫn đến chết, vọt ra đến ở trên mặt hồ, liên tục đã trổi dậy phun ra hơn một giờ đồng hồ, ước lượng sức chứa tổng cộng khoảng chừng có 700.000.000 mét khối. Ở địa phương mà khí độc lấp đầy bao trùm, rất nhiều người vẫn đang ngủ say, vùng mà người dân đầu óc lù mù thì còn không tỉnh ngủ trong sự mù mờ; những người tỉnh táo một chút, nếu chạy không ra khỏi sự bao trùm của khí mù này, cũng khó tránh tính mạng. Một buổi tối, khoảng chừng 2000 người mất mạng, súc vật chết mất càng nhiều thêm, ngay cả con nhặng cũng bị tiêu diệt đến nỗi nhìn không thấy.
Nguyên do hình thành tai nạn, hiển nhiên chính là núi lửa này, một ít chất khí của núi lửa này, từ lâu thì phóng ra từ dưới đất, nước hồ đã che đậy sự nguy hiểm ẩn tàng, những khí độc này sau khi vọt lên trên, đã hình thành một trận thảm kịch, sau việc xảy ra đó thì nước hồ đã biến thành màu đỏ, đây là kết quả lắng đọng trầm tích ở vật chất chứa sắt của đáy hồ lăn quay hướng lên trên.

## Phun khí
Không ít núi lửa đã đi qua bạo phát mãnh liệt, hoạt động phun khí vẫn có thể duy trì rất lâu. Trong chất khí được phun ra có hơi nước số lượng nhiều, lại còn có khí cácbôn dioxide, các loại axít như axít clohiđríc ở trạng thái khí, axít sunfurơ, cùng với các vật chất như lưu huỳnh ở trạng thái khí, asen trisunfua, v.v Trong chúng nó có cái có tính ăn mòn mãnh liệt, có cái có tính độc rất mạnh. Do đó đi đến bên trong miệng núi lửa, nếu không tiến hành chuẩn bị tốt, thì cũng là rất nguy hiểm.
Ngày 14 tháng 1 năm 1993, một tốp nhà khoa học tham gia cuộc họp thảo luận học thuật về núi lửa ở khu Pasto, thành phố phía nam của nước Côlômbia, trèo lên cao tiếp cận núi lửa Galeras cao 4.276 mét so mức mặt biển, và lại đi đến cạnh nghiêng dốc của miệng núi lửa sưu tập phẩm vật làm mẫu và quan sát, cái núi lửa này sau khi bạo phát lần trước, đã ngủ và thôi hoạt động hơn 3 năm, nhưng mà đúng lúc các nhà khoa học quan sát, đột nhiên vọt lên một luồng cột khí, có 6 nhà khoa học tử vong ngay tại hiện trường, 8 người bị thương. Nó trở thành là cấp bậc về số người gặp nạn nhiều nhất trong lịch sử khảo sát núi lửa.